# Edgware Brook
Der Edgware Brook ist ein Wasserlauf im London Borough of Harrow und im London Borough of Barnet. Er entsteht südwestlich der U-Bahn-Station Canons Park östlich der Honeypot Lane und fließt in östlicher Richtung bis zu seinem Zusammenfluss mit dem Deans Brook, wobei der Silk Stream entsteht.